# 曲靖金線魮
曲靖金線魮（学名：Sinocyclocheilus qujingensis）为輻鰭魚綱鯉形目鲤科金线鲃属的其中一種，該物種分布於亞洲中國云南省曲靖市，棲息在地下河，生活習性不明。

## 扩展阅读
維基物種上的相關：曲靖金線魮